# Riviersnelloper
De riviersnelloper (Agonum micans) is een keversoort uit de familie van de loopkevers (Carabidae). De wetenschappelijke naam van de soort werd in 1822 gepubliceerd door Ernst August Nicolai.